# My Type
«My Type» es una canción del grupo estadounidense de indie pop Saint Motel. Fue lanzada como single principal de su EP homónimo en agosto de 2014.

## Contenido
Sobre la letra, «You're just my type - you've got a pulse and you are breathing», el cantante A.J. Jackson dijo: «Cuando escribo letras, en general me gustan las cosas que son un poco irónicas, y este concepto se basó inicialmente en una pelea que estaba teniendo con una amiga en ese momento. La idea era que nunca había pensado demasiado en mi tipo. Y su idea era, eso es porque todo el mundo es mi tipo. Me pareció gracioso».

## Composición
La canción está compuesta en clave de Do menor y el tempo es de 118 pulsaciones por minuto.

## Vídeo musical
Se hicieron dos vídeos musicales para My Type. El primer vídeo se estrenó el 20 de enero de 2014, coincidiendo con el lanzamiento del vinilo 7» de la canción. Dirigido por Sam Winkler, cuenta con el vocalista A. J. Jackson en un clip filmado en una discoteca italiana con Raffaella Carrà.
El segundo vídeo se estrenó el 12 de junio y fue dirigido por Jackson. Esta versión tiene lugar en una fiesta en una casa ambientada en los años 70 a la que asisten los miembros de la banda y otros personajes. Mientras un helicóptero de las noticias sobrevuela el lugar, los personajes experimentan una tensión sexual que acaba creando un ambiente salvaje y orgiástico. Jackson describe el vídeo como «anuncios de cigarrillos de principios de los 70 y fotografía callejera de Nueva York» y afirma: «No queríamos que fuera una obra de época. Obviamente, no lo es si lo ves. No es fiel a ninguna época. Esperamos que, al no ser fiel a ninguna época, sirva para todo el retrofuturismo».

## Apariciones en medios
La canción ha aparecido en dos películas, Paper Towns y Mr. Right (ambas de 2015) La canción también ha aparecido en las bandas sonoras de los videojuegos FIFA 15 y Pro Evolution Soccer 2016, así como en FIFA 23, como parte de la Ultimate FIFA Soundtrack del juego (recopilación de 40 canciones de anteriores juegos de la FIFA).
En televisión, la canción se ha utilizado como identificación para el programa alemán Wer weiß denn sowas?, se escucha en el episodio 100 de The Blacklist, y una muestra de la canción se utilizó en anuncios de televisión para Uber y para el servicio de streaming Now TV. La canción se utilizó en una serie de anuncios de Volkswagen en 2016 como parte de su venta del Memorial Day.

## Posición en listas
| Listas (2014)                                 | Posición más alta |
| --------------------------------------------- | ----------------- |
| Bélgica (Ultratop – Flandes)                  | 86                |
| Bélgica (Ultratop – Valonia)                  | 3                 |
| Canadá (Canada Rock)                          | 7                 |
| Escocia (Official Charts)                     | 20                |
| Estados Unidos (Adult Alternative Airplay)    | 5                 |
| Estados Unidos (Alternative Airplay)          | 9                 |
| Estados Unidos (Hot Rock & Alternative Songs) | 18                |
| Estados Unidos (Rock Airplay)                 | 11                |
| Francia (SNEP)                                | 130               |
| Italia (FIMI)                                 | 14                |
| Reino Unido (UK Singles)                      | 34                |
| Suiza (Schweizer Hitparade)                   | 51                |